# Pawieł Siewiaryniec
Pawieł Kanstancinawicz Siewiaryniec (biał. Па́вел Канстанці́навіч Севяры́нец, ros. Па́вел Константи́нович Севери́нец, Pawieł Konstantinowicz Siewieryniec; ur. 30 grudnia 1976 w Orszy) – białoruski polityk opozycyjny, pisarz i publicysta.
Od 7 czerwca 2020 jest przetrzymywany w Mińsku. Jego aresztowanie związane było z poprzedzającymi białoruskie wybory prezydenckie prześladowaniem opozycjonistów. Amnesty International kwalifikuje go jako więźnia sumienia.

## Życiorys
Z wykształcenia inżynier geologii – w 2000 r. ukończył studia na Wydziale Geografii Białoruskiego Uniwersytetu Państwowego w Mińsku.
Od 1994 r. współpracował z białoruskimi gazetami rządowymi i opozycyjnymi, a od 1998 publikuje tylko w prasie niezależnej. Od 1995 zajmuje się działalnością polityczną jako członek Białoruskiego Frontu Narodowego (od 1994) i Młodego Frontu (od 1997 był przewodniczącym tej organizacji). Dał się poznać jako organizator manifestacji ulicznych (1998), obrońca Kuropatów przed zniszczeniem poprzez budowę trasy samochodowej (2001–2002), organizator protestów przeciw kolejnej kadencji prezydenta Alaksandra Łukaszenki (2005). Skazany na 3 lata robót publicznych, wskutek amnestii wyrok zmniejszono do dwóch lat. Karę odbywał w szkółce leśnej. W 2007 r. wyszedł na wolność.

### Represje po wyborach prezydenckich w 2010 roku
Pawieł Siewiaryniec i kandydat na urząd prezydenta Wital Rymaszeuski, którego był mężem zaufania, uczestniczyli w demonstracji w Mińsku przeciwko sfałszowaniu wyników wyborów prezydenckich wieczorem 19 grudnia 2010 roku. Siewiaryniec uniknął aresztowania w czasie pacyfikacji demonstracji, jednak zatrzymano go tego samego wieczora w pobliżu biura Białoruskiej Chrześcijańskiej Demokracji. W tym samym czasie, przed szpitalem został aresztowany Wital Rymaszeuski. Ich los pozostawał nieznany do ok. godziny 19:00 20 grudnia, kiedy to rodzice Siewiaryńca i rodzice Rymaszeuskiego otrzymali telefony z białoruskiego KGB z informacją, że obaj znajdują się w izolatkach śledczych tej instytucji.
Wczesnym popołudniem 28 grudnia 2010 roku w mieszkaniu Pawła Siewiaryńca w Witebsku dokonano rewizji. W jej trakcie skonfiskowano komputer Kanstancina Siewiaryńca, ojca Pawła, a także kasety i notatki. Rewizji dokonali trzej funkcjonariusze białoruskiego KGB: mjr Dzmitryj Bochan, ppłk. Ihar Andron i ppłk. Dzmitryj Nawumau, na polecenie mińskiego prokuratora Kulika.

### Po 2020 roku
W 2021 roku został skazany na siedem lat więzienia o zaostrzonym rygorze za „organizację masowych zamieszek”; przebywał on w areszcie od czerwca 2020 roku za pikietę w czasie trwającej wówczas kampanii przed wyborami prezydenckimi..

## Publikacje
- Dy-dżej Adradżeńnia (Ды-джэй Адраджэньня) – 1998,
- Pakaleńnie Maładoha Frontu (Пакаленьне Маладога Фронту) – 2002,
- Nacyjanalnaja ideja (Нацыянальная ідэя) – 2005,
- Listy ź lesu (Лісты зь лесу) – 2007,
- Bratu (Брату) – 2007.

## Odznaczenia
- Medal 100-lecia Białoruskiej Republiki Ludowej – 2019[7]

## Nagrody
- Nagroda „Za wolność myśli” im. Wasila Bykaua – od Ruchu „Za Wolność” (26 sierpnia 2008, Białoruś)[8]